# Heterogynis eremita
Heterogynis eremita is een vlinder uit de familie Heterogynidae. De wetenschappelijke naam is voor het eerst geldig gepubliceerd in 1988 door Zilli, Cianchi, Racheli & Bullini.
De soort komt voor in Europa.